# 1939 no cinema

## Eventos
Estreia no dia 15 de dezembro o filme E o vento levou, que se torna um sucesso monumental em termos de público e crítica.

## Nascimentos
| Data           | Nome                      | Profissão                       | Nacionalidade  | Observações | Ref |
| -------------- | ------------------------- | ------------------------------- | -------------- | ----------- | --- |
| 10 de janeiro  | Sal Mineo                 | ator                            | Estados Unidos | m. 1976     |     |
| 2 de fevereiro | João César Monteiro       | cineasta                        | Portugal       | m. 2003     |     |
| 3 de fevereiro | Michael Cimino            | cineasta                        | Estados Unidos |             |     |
| 8 de fevereiro | Jonas Bloch               | ator, dublador, diretor e autor | Brasil         |             |     |
| 3 de março     | Ariane Mnouchkine         | diretora de teatro e cinema     | França         |             |     |
| 5 de março     | Samantha Eggar            | atriz                           | Reino Unido    |             |     |
| 10 de março    | António Pedro Vasconcelos | cineasta                        | Portugal       |             |     |
| 14 de março    | Yves Boisset              | cineasta                        | França         |             |     |
| 14 de março    | Glauber Rocha             | cineasta e escritor             | Brasil         | m. 1981     |     |
| 14 de março    | Bertrand Blier            | argumentista e realizador       | França         |             |     |
| 29 de março    | Alfredo Tropa             | cineasta                        | Portugal       |             |     |
| 29 de março    | Terence Hill              | ator                            | Itália         |             |     |
| 31 de março    | Volker Schlöndorff        | cineasta                        | Alemanha       |             |     |
| 7 de abril     | Francis Ford Coppola      | cineasta, produtor e guionista  | Estados Unidos |             |     |
| 13 de abril    | Paul Sorvino              | ator                            | Estados Unidos |             |     |
| 22 de abril    | Sérgio Mamberti           | ator                            | Brasil         |             |     |
| 23 de abril    | Lee Majors                | ator                            | Estados Unidos |             |     |
| 4 de maio      | Paul Gleason              | ator                            | Estados Unidos | m. 2006     |     |
| 13 de maio     | Harvey Keitel             | ator                            | Estados Unidos |             |     |
| 25 de maio     | Ian McKellen              | ator                            | Inglaterra     |             |     |
| 25 de maio     | Dixie Carter              | atriz                           | Estados Unidos | m. 2010     |     |
| 29 de maio     | Emílio di Biasi           | ator e diretor de teatro        | Brasil         |             |     |
| 13 de junho    | Antônio Pitanga           | ator                            | Brasil         |             |     |
| 6 de julho     | Thelma Reston             | atriz                           | Brasil         |             |     |
| 30 de julho    | Peter Bogdanovich         | cineasta                        | Estados Unidos |             |     |
| 2 de agosto    | Wes Craven                | diretor e produtor              | Estados Unidos | m. 2015     |     |
| 6 de agosto    | Elso Roque                | diretor de fotografia           | Portugal       |             |     |
| 25 de agosto   | John Badham               | cineasta                        | Reino Unido    |             |     |
| 29 de agosto   | Joel Schumacher           | cineasta                        | Estados Unidos |             |     |
| 1 de setembro  | Lily Tomlin               | atriz                           | Estados Unidos |             |     |
| 5 de setembro  | George Lazenby            | ator                            | Austrália      |             |     |
| 2 de outubro   | Norma Blum                | atriz                           | Brasil         |             |     |
| 5 de outubro   | Marie Laforêt             | atriz e cantora                 | França         |             |     |
| 12 de outubro  | Fulvio Stefanini          | ator                            | Brasil         |             |     |
| 16 de outubro  | Suely Franco              | atriz                           | Brasil         |             |     |
| 24 de outubro  | F. Murray Abraham         | ator                            | Estados Unidos |             |     |
| 27 de outubro  | John Cleese               | ator e comediante               | Inglaterra     |             |     |
| 9 de novembro  | Marco Bellocchio          | cineasta                        | Itália         |             |     |
| 23 de novembro | Maria Gladys              | atriz                           | Brasil         |             |     |
| 27 de novembro | Pedro Pinheiro            | ator                            | Portugal       | m. 2008     |     |
| 16 de dezembro | Liv Ullmann               | atriz e diretora de cinema      | Noruega        |             |     |
| 26 de dezembro | Fred Schepisi             | diretor, produtor e guionista   | Austrália      |             |     |

## Mortes
| Data           | Nome             | Profissão                               | Nacionalidade  | Observações | Ref |
| -------------- | ---------------- | --------------------------------------- | -------------- | ----------- | --- |
| 30 de dezembro | Charles B. Mintz | produtor cinematográfico e distribuidor | Estados Unidos | n. 1889     |     |